# Mutschen
Der Mutschen ist ein 2121 m ü. M. hoher Gipfel im Alpstein-Gebiet im Schweizer Kanton St. Gallen und dabei der höchste Gipfel in der ersten, vom Talgrund des Rheintals sichtbaren Kette des Massivs. Anteil haben die Gemeinde Gams, deren höchster Punkt er ist, auf der Südseite, während die nordwestliche Flanke Gemeindegebiet von Wildhaus ist und die nordöstliche Seite zur Gemeinde Sennwald gehört.
Der Mutschen selbst ist trotzdem wenig selbständig; er wird unmittelbar dahinter sowohl vom Chreialpfirst als auch vom Rosten-/Saxerfirst in der Höhe überragt, doch liegen die zwei Firste hinter dem Mutschensattel in der nächsten Geländekammer und sind vom Boden des Rheintals her nicht sichtbar.
Der Mutschen ist aus Gams via Obetweid oder über den Mutschensattel via der Saxer Lücke zu erreichen. Eine weitere Möglichkeit ist der Aufstieg aus dem toggenburgerischen Wildhaus. Der Aufstieg vom Mutschensattel zum Gipfel ist auch für Wanderer leicht zu bewältigen.
Das Datum der Erstbesteigung ist nicht bekannt. Wahrscheinlich wurde der Berg schon sehr früh im Rahmen der Jagd und der Hirterei bestiegen.

## Bilder

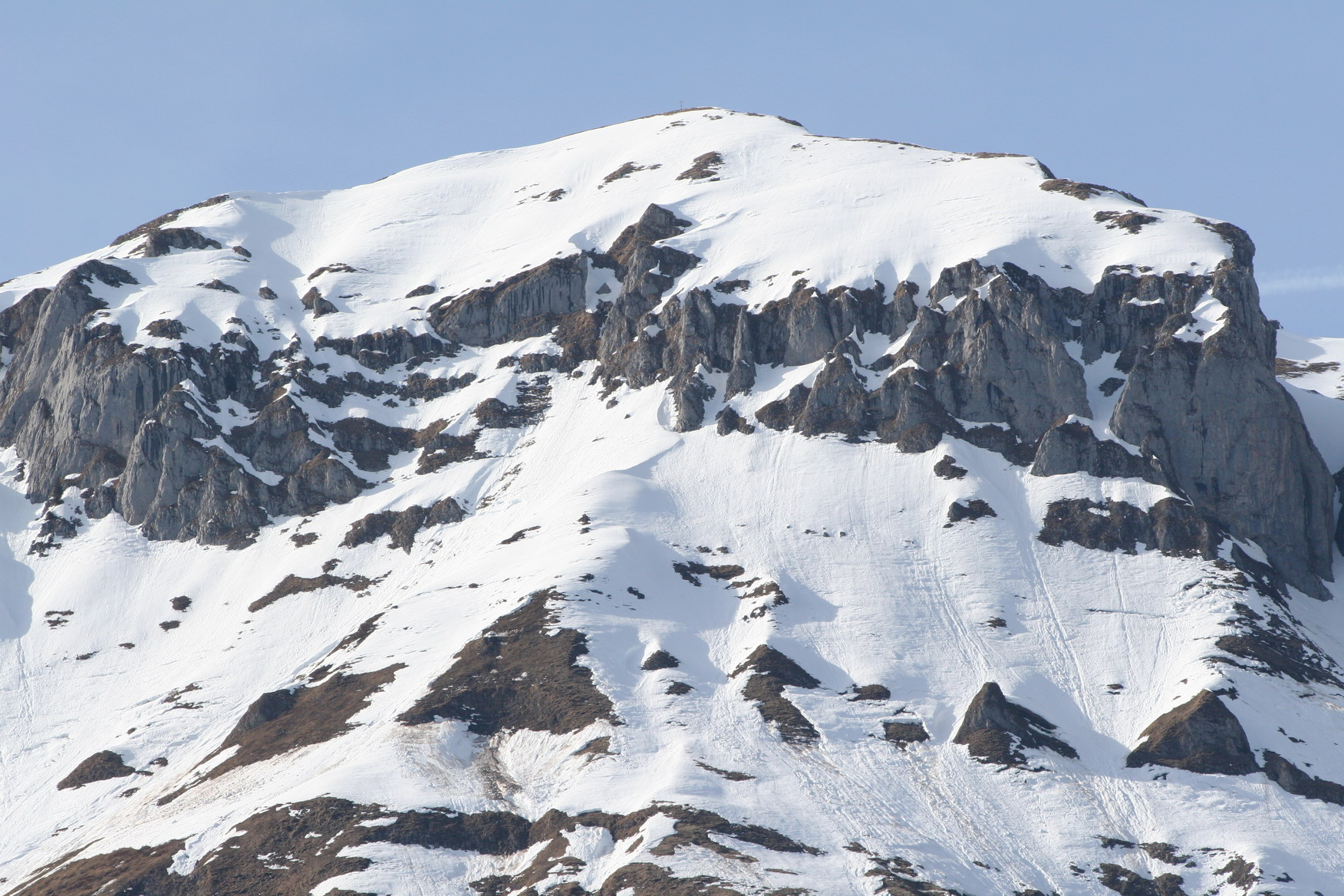
Mutschen, Ansicht von Gasenzen
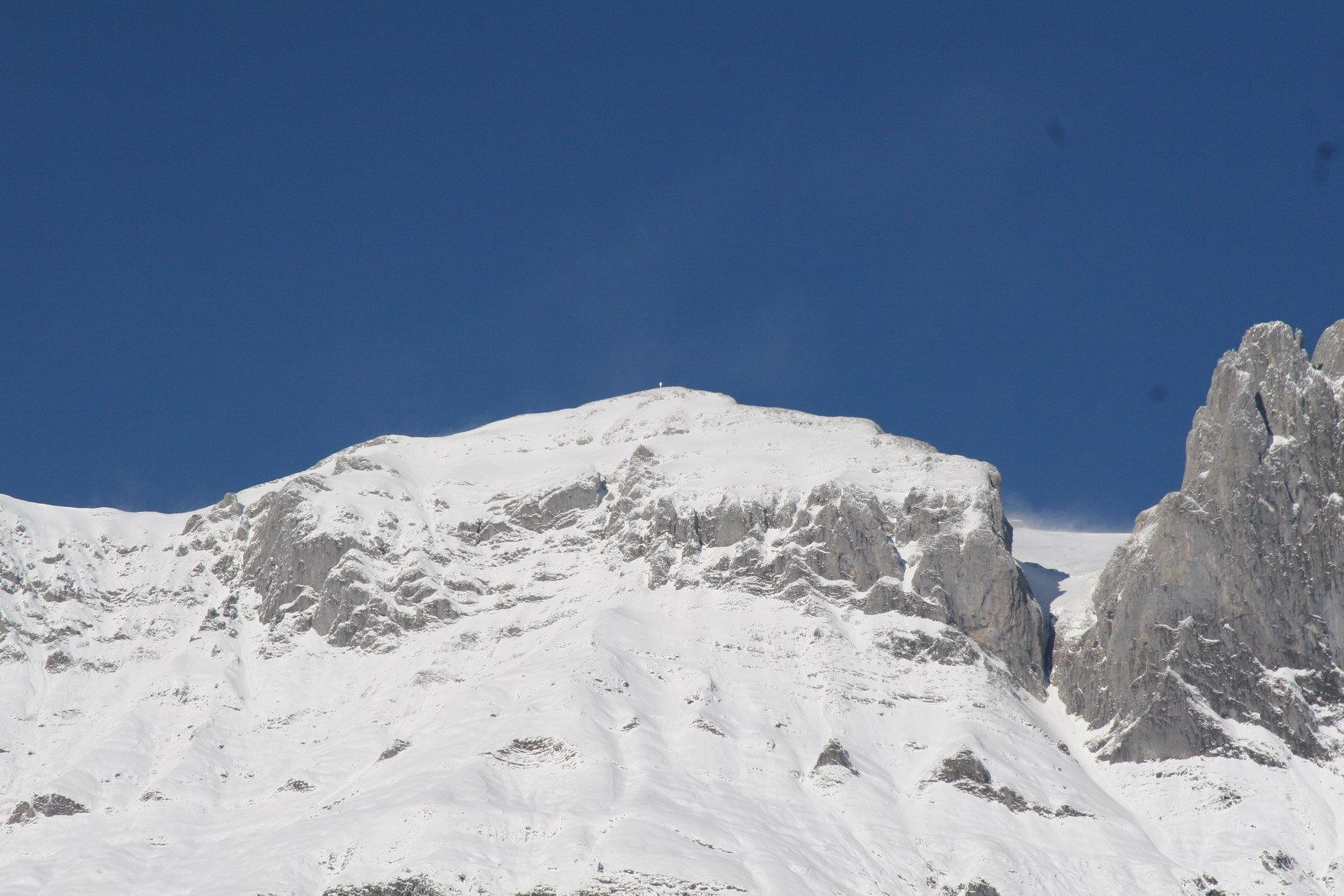
Mutschen, Ansicht von Gasenzen, rechts der Mutschensattel
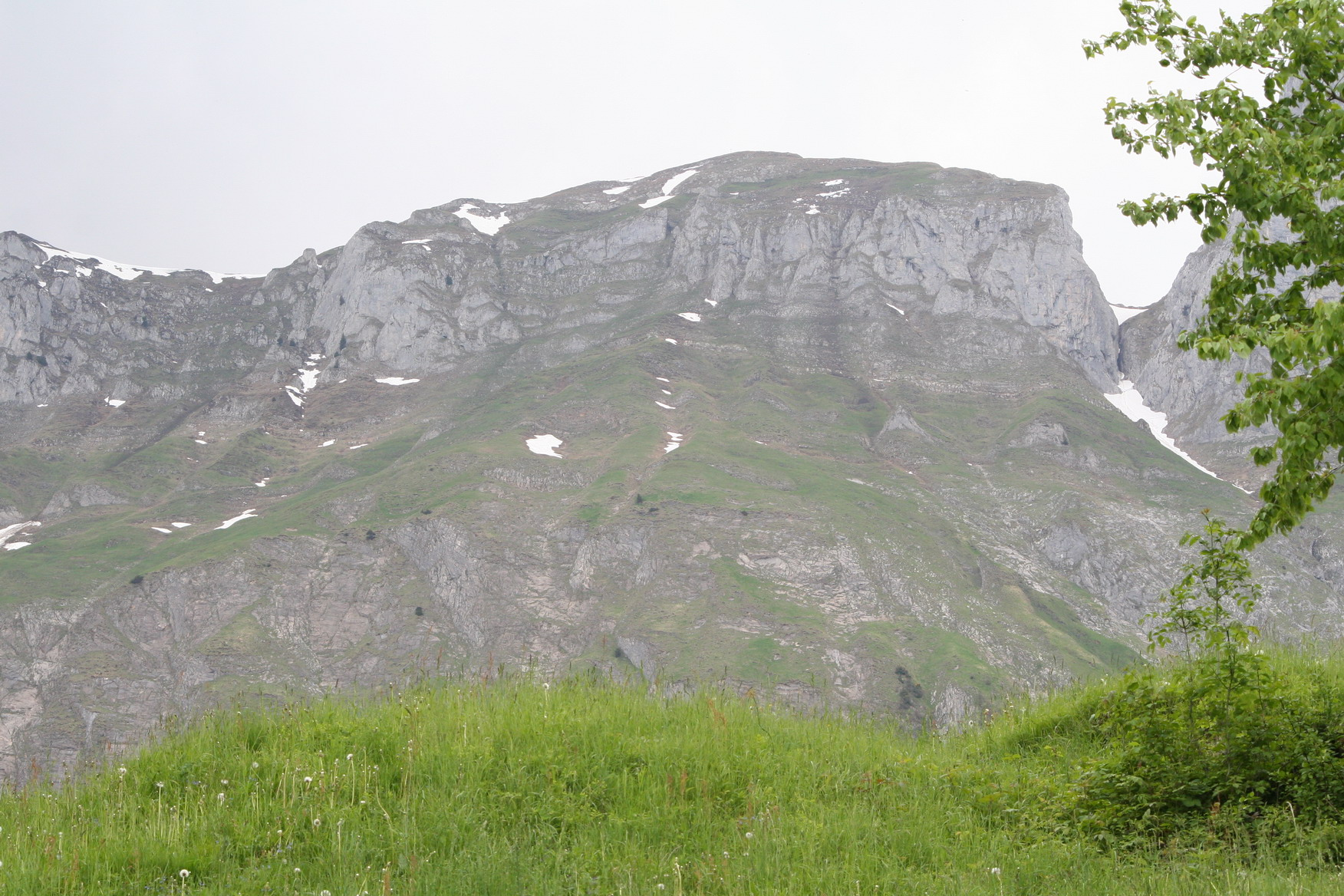
Mutschen, Ansicht von der Schwendi
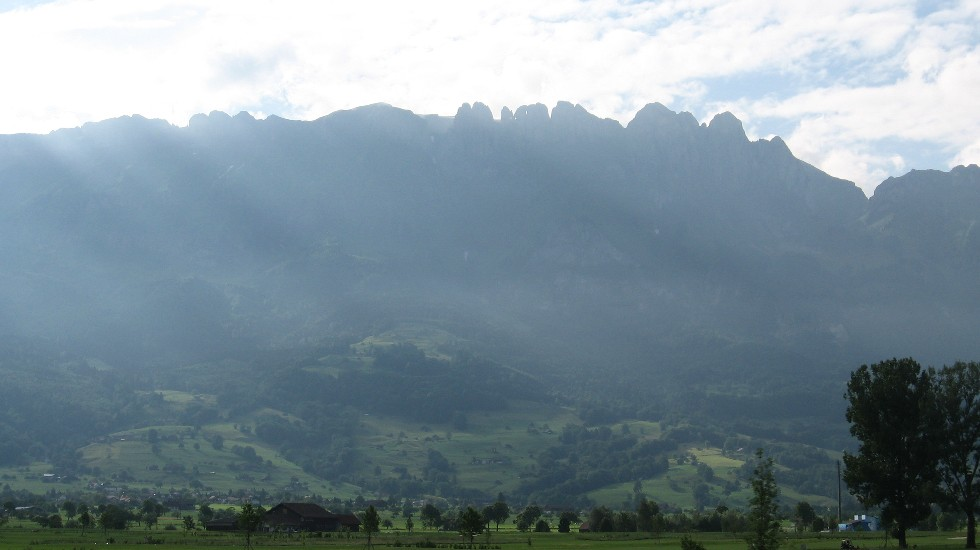
Mutschen als höchster Punkt vom Talboden gesehen in der Bildmitte, rechts davon der Chrüzberg und am rechten Bildrand die Saxer Lücke